# وستوک۱
وستوک-۱ (به روسی: Восток )(به معنای شرق) نخستین مأموریت سرنشین دار فضایی تاریخ و نخستین پرواز فضایی یک انسان به فضا می‌باشد.

وستوک۱ را به دلیل تأثیر فراوانی که بعد از موفقیتش بر شرایط جهان بعد از خود گذاشت می‌توان به عنوان یکی از مهم‌ترین مأموریت‌های انجام شده تاریخ بشر قلمداد کرد. موفقیتی که باعث شروع رقابتی نفسگیر و مهم میان دو ابرقدرت آن زمان یعنی شوروی با عنوان بلوک شرق و ایالات متحده آمریکا با عنوان بلوک غرب شده و باعث صرف هزینه‌هایی بسیار هنگفت برای هر دو طرف شود. وستوک۱ نخستین مأموریت از سری مأموریت‌های فضایی وستوک شوروی به حساب می‌آمد. فضاپیمای مدارگرد وستوک در بامداد ۲۳ فروردین ۱۳۴۰ (۱۲ آوریل ۱۹۶۱) از پایگاه فضایی بایکونور به مدار زمین پرتاب شد و یوری گاگارین را به فضا برد. پرواز گاگارین آغازگر عصر سفرهای فضایی انسان شد.

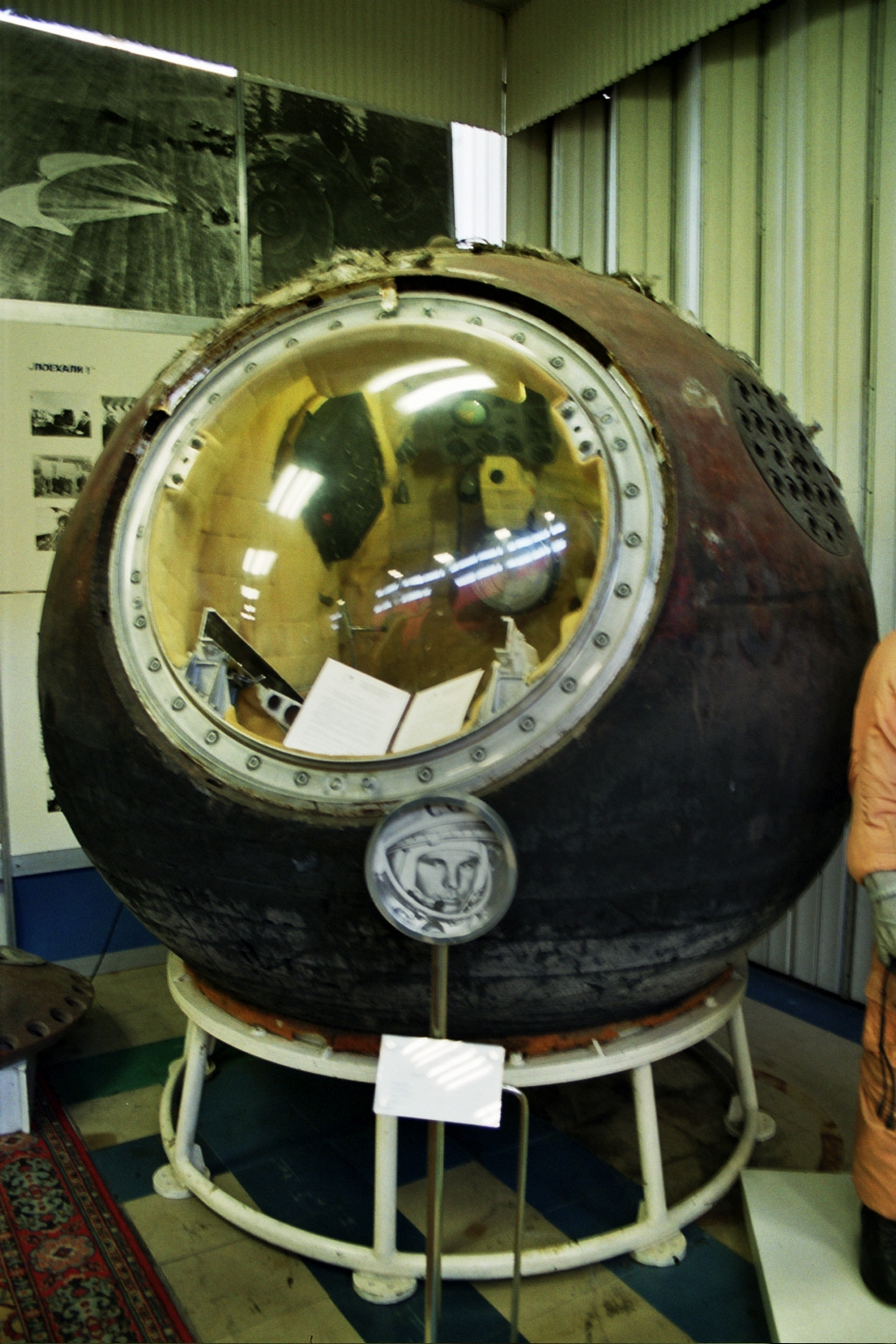
کپسول وستوک-۱ در معرض نمایش عموم در نمایشگاه آرکاکا

## خدمه مأموریت
| نام          | ملیت               | تعداد پرواز | نقش عملیاتی | تصویر |
| یوری گاگارین | اتحاد جماهیر شوروی | ۱           | مهندس پرواز |       |